# Mo Lewis
Morris Clyde Lewis III, detto Mo (Atlanta, 21 ottobre 1969), è un ex giocatore di football americano statunitense che ha militato nel ruolo di linebacker per tutta la carriera con i New York Jets della National Football League (NFL).
Anche se ebbe diverse annate di alto livello, è ricordato in particolar modo per avere infortunato il quarterback dei New England Patriots Drew Bledsoe, portando Tom Brady a diventare il titolare della squadra.

## Carriera
Dopo avere giocato al college a football a Georgia, Lewis fu scelto nel corso del terzo giro (63º assoluto) del Draft NFL 1993 dai New York Jets. Con essi disputò 200 partite, il terzo massimo della storia della franchigia, venendo convocato per tre Pro Bowl (1998, 1999, 2000),. Fu il capitano della difesa dal 1997 al 2003 e fu inserito nel First-team All-Pro nella stagione 1998. Si ritirò dopo la stagione 2003 con 1.231 tackle, 52,5 sack, 14 intercetti, 79 passaggi deviati e 5 touchdown difensivi. Assieme all'ex compagno Marvin Jones, Lewis firmò un contratto di un giorno con i Jets il 27 giugno 2005. È stato introdotto nel Ring of Honor dei Jets e inserito nella formazione ideale del 40º anniversario del club.

## Palmarès
- Convocazioni al Pro Bowl: 3

1998-2000
- All-Pro: 2

1998, 2000
- PFWA All-Rookie Team - 1991
- Formazione ideale del 40º anniversario dei New York Jets